# Departamento de Manyu
Manyu es un departamento de la región Sudoeste de Camerún. En noviembre de 2005 tenía una población censada de 181 039 habitantes.
Está formado por los siguientes municipios:
- Akwaya 85,914
- Eyumodjock 35,999
- Mamfé Central 31,641
- Upper Banyang 27,485